# Knowsley, Merseyside
Knowsley là một ngôi làng và xã lớn ở Khu tự quản vùng đô thị của Knowsley, Merseyside, Anh, thường được gọi là làng Knowsley.
Ngày xưa, Knowsley là một phần của Lancashire, tại cuộc điều tra dân số năm 2001, nó có dân số 11.343 người. Tên Knowsley đã được đặt cho quận rộng hơn khi quận này được thành lập vào năm 1974. Xã có lâu đài Knowsley và vườn thú Knowsley. Có ba khu vực xây dựng chính trong xã: làng Knowsley, khu kinh doanh gần đó ở phía tây bắc, và ở phía tây nam một khu vực ngoại ô bao gồm làng Stockbridge và rìa phía bắc của Huyton. Ở phía tây của Knowsley là khu vực của Woolfall Heath.

## Thông tin chung
Làng Knowsley bao gồm chủ yếu hai khu dân cư: khu cư xá thành phố và cư xá tư nhân. Có một dãy các cửa hàng trên Sugar Lane phục vụ cộng đồng địa phương.
Ngôi làng có hai ngôi nhà công cộng, The Tube and Gannex và The Derby Arms, cũng như nhà hàng Milbrook Manor, cũng từng là trường làng cho đến những năm 1980. Có hai công viên công cộng, The Rec, ngoài Knowsley Lane và Mill Lane, cũng là một khu rừng ở trung tâm của ngôi làng, Syder Grove.
Ngôi làng có hai nhà thờ, St Mary's (Anh giáo) và St John Fisher (Công giáo La Mã). St Mary's là một tòa nhà được xếp hạng II được xây dựng bởi gia đình Stanley vào cuối thế kỷ 19.

## Lịch sử
Tên này bắt nguồn từ một từ Anglo-Saxon Cēnwulfes lēah, có nghĩa là " đồng cỏ ở Cēnwulf". Khi vương quốc Anglo-Saxon ở Northumbria tàn phá vương quốc Rheged của người Celtic, ngôi làng có khả năng được tiếp quản hoặc thành lập bởi một người Anglo-Saxon tên là Cēnwulf (tạm dịch là Keen Wolf).     
Ngôi làng Knowsley có tuổi đời hơn hàng trăm năm so với thành phố lân cận Liverpool. Tên của nó xuất hiện trong Sách Domesday năm 1086 với tên Chenulveslei trong một hạt (Tây) Derby  cổ đại ở Nam Lancashire, và đã được ghi là Knuvesle (1199); Knouselegh (1258); Knouleslee (1261); Knusele (1262); và Knouslegh (1346).
Có một vài điểm đáng chú ý trong lịch sử của Knowsley:
- Vua Henry VII viếng thăm năm 1495.[4]
- Shakespeare được cho là đã biểu diễn một vở kịch được tổ chức tại Knowsley năm 1589.[4]
- Capability Brown chịu trách nhiệm tạo ra một số khu vườn kiểng của Knowsley vào những năm 1770.[4]
- Edward Lear đã viết bài thơ " The Owl and the Pussycat " khi ở tại lâu đài Knowsley.[cần dẫn nguồn]

Từ năm 1895, khu vực này là một phần của Khu nông thôn Whiston ở Lancashire. Vào ngày 1 tháng 4 năm 1974, ngôi làng đã trở thành một phần của Khu tự quản vùng đô thị của Knowsley  non trẻ mới thành lập ở quận Merseyside.